# Phyllium monteithi
Phyllium monteithi är en insektsart som beskrevs av Brock och Jack W. Hasenpusch 2003. Phyllium monteithi ingår i släktet Phyllium och familjen Phylliidae. Inga underarter finns listade i Catalogue of Life.